# Friedrich Casimir Elias Eichler von Auritz
Friedrich Casimir Elias Eichler von Auritz (* 1768 in Ansbach; † 18. April 1829) war ein preußischer Offizier.

## Leben
Friedrich Casimir Elias Eichler von Auritz war der Sohn von Karl Wilhelm Eichler von Auritz (* 16. November 1737; † unbekannt), Wirklicher Geheimrat und Ansbacher Obermarschall und dessen Ehefrau Christiana Louise von Reumont. Seine Schwester Christiane Luise Eichler von Auritz (* 19. November 1765; † 20. Mai 1842) war die Mutter des Dichters August von Platen-Hallermünde. Sein Bruder Wilhelm Carl Ludwig Eichler von Auritz (* 13. Juli 1764 in Ansbach; † August 1815 ebenda) wurde später Geheimer Regierungsrat und Oberhofmarschall. Der Großvater Paul Martin Eichler Reichsfreiherr von Auritz erwarb 1711 das Schloss Dennenlohe.
Friedrich Casimir Elia Eichler von Auritz wurde 1786 Fahnenjunker im Dragonerregiment in Tilsit. 1788 erfolgte seine erste Beförderung zum Fähnrich und im gleichen Jahr dann die zum Leutnant. 
1791 nahm er seinen Abschied und kaufte das Rittergut Aweyden bei Königsberg. Er betrieb dort eine rationale Landwirtschaft und galt als einer der besten Landwirte in Ostpreußen. Er investierte sehr viel Geld in die Anschaffung verbesserter Ackerwerkzeuge, die er überwiegend in England beschaffen ließ.
Er bildete sich privat weiter und war mit dem Geheimen Kriegsrat Johann Georg Scheffner, dem Philosophen Christian Jakob Kraus und dem preußischen Generallandschaftspräsidenten Hans Jakob von Auerswald befreundet.
Bei erneutem Kriegsausbruch ließ er sich 1815 als Hauptmann und Adjutant des Grafen Friedrich Wilhelm Bülow von Dennewitz reaktivieren und begleitete diesen auf den Feldzug.
1816 wurde er persönlicher Adjutant beim Kriegsminister Generalleutnant Hermann von Boyen und bei diesem 1817 zum Major befördert. In der Folgezeit blieb er auch beim Nachfolger Generalleutnant Karl Georg Albrecht Ernst von Hake der persönliche Adjutant. Als später die Remonte-Depots eingerichtet wurden, wurde er zu deren Chef diesseits der Weichsel ernannt.

## Mitgliedschaften
- Mitglied und Vorsitzender (1829) der Gesetzlosen Gesellschaft zu Berlin[7];
- Mitglied der Militär-Studienkommission[8] (oberste Behörde in allen wissenschaftlichen Angelegenheiten des Militär-Unterrichtes);
- Mitglied der Eichlerschen Gesellschaft / Belle-Alliance-Gesellschaft, diese verschmolz am 29. März 1817 mit der Gesetzlosen Gesellschaft zu Berlin